# Hazentafel
Hazentafel is een artistiek kunstwerk in Amsterdam-Zuid, Dufaystraat.
Kunstenares Iris Le Rütte maakte rond 2006 een buurttafel in de categorie gezichtsbedrog. Op het eerste oog dragen drie hazen een tafelblad. Bij een tweede blik blijkt dat de hazen het tafelblad in hun afgebeelde houding nooit kunnen tillen; het tafelblad hangt aan hun poten. 
Een kleinere versie van het beeld staat in de Havixhorst, Drente. In 2011 maakte Le Rütte nog een huiskamereditie met een doorsnee van 20 cm